# Parietal
L'os parietal (o simplement parietal) és un os parell de la volta del crani, d'origen membranós.